# Хайям (спутник)
Спутник Хайям (перс. خیام‎) — это иранский спутник дистанционного зондирования Земли, предназначенный для обработки изображений с высоким разрешением, который был успешно выведен на низкую околоземную орбиту 9 августа 2022 года. Он был запущен с космической базы Байконур в Казахстане с использованием ракеты-носителя «Союз-2.1б» с разгонным блоком «Фрегат». Спутник был разработан Иранским космическим агентством и построен российскими компаниями ВНИИЭМ и НПК «Барл» в рамках контракта, который включал передачу технологий и оказание ими технической помощи Ирану в будущих проектах спутников семейства Хайям. Он назван в честь иранского поэта Омара Хайяма.

## Технические характеристики
Хайям — спутник весом 600 кг (1300 фунтов), расположенный на орбите в 500 км (310 миль) над поверхностью Земли. Его основной целью является сбор информации и изображений с поверхности Земли с разрешением 1 метр (3,3 фута). Он предназначен для мониторинга и исследования поверхности Земли как в интересах государственных, так и в интересах частных структур.
По данным Иранского космического агентства, ожидаемый срок службы этого спутника, составляет пять лет, первые четыре месяца из которых будут потрачены на испытания.

## Оценки
По мнению сторон, успешный запуск и вывод этого спутника на орбиту является важной вехой в развитии двусторонних отношений и открывает путь для дальнейшего расширения и укрепления сотрудничества двух стран в космической отрасли.

На данный момент спутник успешно функционирует на околоземной орбите.